# 聖公會華西教區
聖公會華西教區（英語：Diocese of Western China）曾是中華聖公會所轄之教區，因管轄區域為四川省，所以亦名聖公會四川教區（英語：Diocese of Szechwan），教座位於閬中聖約翰座堂。於1936年分作兩個教區：聖公會東川教區（Diocese of East Szechwan），教座沿用閬中聖約翰座堂，和聖公會西川教區（Diocese of West Szechwan），教座位於成都聖約翰堂。

## 歷史
聖公會華西教區成立於1895年，當時屬英格蘭教會管轄。該教區是劍橋七傑其中三位 —蓋士利、杜明德、章必成— 合作的成果。同年蓋士利在倫敦西敏寺接受祝聖，正式成為華西教區首位主教。
自1904年起開始發行《華西教區通訊》（The Bulletin of the Diocese of Western China）；1932年出版四川教區試用之中譯本《公禱書》。

## 歷任主教

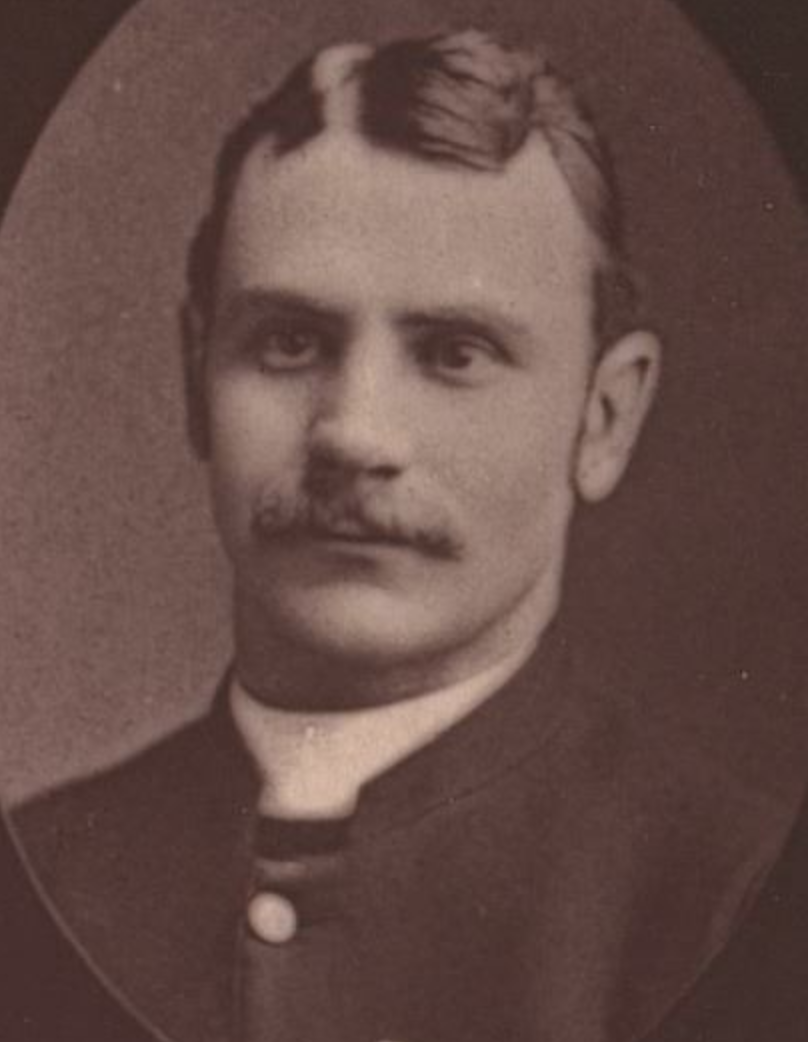
首任華西主教蓋士利

### 華西教區
- 1895–1925：蓋士利（William Cassels）
- 1926–1933：莫如德（Howard Mowll）
- 1933–1936：侯禮敦（John Holden）

#### 副主教
- 1922–1926：莫如德（Howard Mowll）
- 1929–1936：古鶴齡（古壽芝）
- 1929–1936：宋誠之

### 東川教區
- 1936–1940：華福蘭（Frank Houghton）
- 1940–1950：貝益芬（Kenneth Bevan）
- 1950–19??：蔡復初

#### 副主教
- 1936–1947：古鶴齡

### 西川教區
- 1936–1937：侯禮敦（John Holden）
- 1937–1950：宋誠之

#### 副主教
- 1936–1937：宋誠之
- 1943–1950：馬克遜（Harold Alexander Maxwell）